# Teiszler Pál
Teiszler Pál (Mezőfény, 1932. szeptember 30. – Pharkirchen, Németország, 1988. június 8.) erdélyi magyar nyelvész, nyelvjáráskutató.

## Életútja, munkássága
Szatmári sváb családban született. Középiskolai tanulmányait Nagykárolyban végezte, a kolozsvári Bolyai Tudományegyetemen 1955-ben szerzett magyar nyelv- és irodalom szakos tanári oklevelet. Abban az évben az egyetem magyar nyelvészeti tanszékére nevezték ki gyakornoknak, 1957-től tanársegéd, 1960-tól a BBTE-n adjunktus, 1972-től docens.
Elsősorban fonológiát és általános nyelvészetet oktatott. Kutatási területe a nyelvjárástanhoz és a fonológiához kötődött. Bekapcsolódott a tanszék nyelvföldrajzi munkálataiba is, részt vett a moldvai csángó és a székely táji nyelvatlasz ellenőrző és kiegészítő gyűjtésében, majd a Nagykároly környéki és a szamosháti nyelvjáráshoz tartozó falvakban végzett nyelvföldrajzi gyűjtést egy tervezett táji nyelvatlasz előkészítéséhez. Ugyanilyen célból bejárta Balogh Dezsővel Marosvásárhely vidékének 130 faluját. Gyűjtéseiből csupán résztanulmányok és mutatványlapok jelentek meg: 
- Észrevételek a szamosháti nyelvjárás hangrendszeréhez (NyIrK, 1962/1);
- A sváb nyelvi alapréteg hatásáról Mezőfény tájnyelvében (Studia Universitatum Babeş et Bolyai 1958);
- Mutatvány a „Felső-Maros menti tájnyelvi atlasz”-ból (társszerző Balogh Dezső, Studia Univ. Babeş–Bolyai 1963);
- Mutatvány a Marosvásárhely vidéki tájnyelvi atlaszból (társszerző Balogh Dezső, in: Nyelvészeti tanulmányok. Bukarest, 1980).

Figyelmét mindenekelőtt a Nagykároly környéki sváb eredetű lakosság nyelvjárásának leírása kötötte le, e témakörben közölt tanulmányai: 
- A mezőfényi földművelés szakszókincse (I–II. rész, MNyJ, 1963, 1964);
- A mezőfényi tájnyelv hosszú mássalhangzóinak megrövidüléséről (NyIrK, 1957); *A mezőfényi tájnyelv kettőshangzói (NyIrK 1958).

Az 1962-ben megvédett, majd könyv alakban is közzétett doktori értekezésének tárgya szintén a sváb eredetű, de már többé-kevésbé bihari magyar nyelvjárást beszélő lakosság tájszólása: A Nagykároly környéki magyar nyelvjárás magánhangzórendszere (Bukarest, 1973). A nyelvjárási hangrendszer leírásakor, a magyar nyelvtudomány eredményeire támaszkodva, főként a prágai fonológiai iskolának a romanisztikában kialakult elméletét és gyakorlatát követte, de átvette az amerikai deszkriptivistáktól a disztribucionális vizsgálat módszerét is: 
- Adalékok a nyelvjárási rendszerek területi vonatkozásaihoz (NyIrK 1966);
- Egy nyelvjárási fonetikai leírás néhány szempontjáról (NyIrK, 1969).

Több nyelvészeti kiadvány társszerzője vagy szerkesztője: 
- A nyelv világa (társszerzők Péntek János és Szabó Zoltán, Kolozsvár, 1973);
- Nyelvelméleti tanulmányok (társszerkesztő Péntek János, Bukarest, 1975);
- Idegen szavak szótára I–II. (társszerkesztő Bakos Ferenc és Péntek János, Bukarest, 1979).